# Cocceia
(Cocceia) war eine aus den Quellen erschlossene Tochter des römischen Juristen Marcus Cocceius Nerva und Schwester des römischen Kaisers Nerva.
Lucius Salvius Otho Titianus, der ältere Bruder des Kaisers Otho und ordentlicher Konsul des Jahres 52, gab seinem Sohn Lucius Salvius Otho das Cognomen Cocceianus. Ronald Syme folgerte daraus, dass seine Mutter eine Cocceia aus der gens Cocceia war. Auch John Morris vermutete eine Cocceia als Mutter des Cocceianus. Sie kann wegen der zu fordernden Lebensdaten nur Tochter des Marcus Cocceius Nerva und der Sergia Plautilla gewesen sein, da weitere Angehörige der gens Cocceia für diesen Zeitraum nicht bekannt sind. Sergia Plautilla war die Tochter des Gaius Octavius Laenas, mit dem Lucius Salvius Otho, Vater des Kaisers Otho und des vor 32 geborenen Otho Titianus, im Jahr 33 den Suffektkonsulat teilte. Spross ihrer Ehe mit Cocceius Nerva war der im Jahr 30 geborene spätere Kaiser Nerva. Eine etwa gleichaltrige Tochter Cocceia könnte Mutter des etwa um die Mitte des 1. Jahrhunderts geborenen Cocceianus, Suffektkonsul im Jahr 82, gewesen sein.